# Tuniski arapski
Tuniski arapski (تونسي; ISO 639-3: aeb), jedan od arapskih jezika kojim govori 9 000 000 ljudi (1995) u Tunisu i oko 400 000 u Belgiji, Francuskoj, Libiji i Njemačkoj.
Postoji nekoliko dijalekata, a srodan je alžirskom arapskom.

## Vanjske poveznice
- Ethnologue (14th)
- Ethnologue (15th)